# Argentine aux Jeux olympiques d'hiver de 2018
L'Argentine a participé aux  Jeux olympiques d'hiver de 2018 à Pyeongchang en Corée du Sud du 9 au 25 février 2018. C'était sa dix-huitième participation aux Jeux d'hiver.
Même s'ils n'ont pas obtenu de médailles, les athlètes ont réalisé une bonne performance par rapport aux Jeux olympiques d'hiver précédents. Le snowboarder Matìas Schmitt a réussi à réaliser la meilleure performance argentine dans les jeux d'hiver depuis Turin 2006, tandis que Matías Zuloaga était le meilleur latino-americain en ski du fond et la lugeuse Veronica Maria Ravenna a atteint la même marque que sa prédécesseure, Michelle Despain.

## Participation
Aux Jeux olympiques d'hiver de 2018, les athlètes de l'équipe d'Argentine participent aux épreuves suivantes : 
| Sport       | Hommes | Femmes | Total |
| ----------- | ------ | ------ | ----- |
| Ski alpin   | 1      | 1      | 2     |
| Ski de fond | 1      | 1      | 2     |
| Snowboard   | 1      | 0      | 1     |
| Luge        | 0      | 1      | 1     |
| Total       | 3      | 3      | 6     |

## Ski alpin
| Athlète             | Épreuve              | 1er tour      | 1er tour | 2e tour       | 2e tour | Total         | Total |
| Athlète             | Épreuve              | Temps         | Rang     | Temps         | Rang    | Temps         | Rang  |
| ------------------- | -------------------- | ------------- | -------- | ------------- | ------- | ------------- | ----- |
| Sebastiano Gastaldi | Slalom Géant hommes  | DNF           | DNF      | DNF           | DNF     | DNF           | DNF   |
| Sebastiano Gastaldi | Slalom masculin      | DNF           | DNF      | DNF           | DNF     | DNF           | DNF   |
| Nicol Gastaldi      | Slalom Géant féminin | 1 min 18 s 06 | 44       | 1 min 15 s 38 | 43      | 2 min 33 s 44 | 42    |
| Nicol Gastaldi      | Slalom féminin       | DNF           | DNF      | DNF           | DNF     | DNF           | DNF   |

## Ski de fond
| Athlète                 | Épreuve              | Final         | Final         | Final |
| Athlète                 | Épreuve              | Temps         | Retard        | Rang  |
| ----------------------- | -------------------- | ------------- | ------------- | ----- |
| Matías Zuloaga          | 15 kilomètres hommes | 42 min 27 s 5 | +8 min 43 s 6 | 100   |
| María Cecilia Domínguez | 10 kilomètres femmes | 34 min 16 s 1 | 9 min 15 s 6  | 87    |

## Luge
| Athlète                | Épreuve       | 1er tour | 1er tour | 2e tour  | 2e tour | 3e tour  | 3e tour | 4e tour  | 4e tour  | Total          | Total |
| Athlète                | Épreuve       | Temps    | Rang     | Temps    | Rang    | Temps    | Rang    | Temps    | Rang     | Temps          | Rang  |
| ---------------------- | ------------- | -------- | -------- | -------- | ------- | -------- | ------- | -------- | -------- | -------------- | ----- |
| Verónica María Ravenna | Simple femmes | 47 s 175 | 22       | 47 s 788 | 26      | 47 s 739 | 24      | Éliminée | Éliminée | 2 min 22 s 702 | 24    |

## Snowboard
Style libre
| Athlète        | Épreuve           | Classification | Classification | Classification | Classification | Final    | Final   | Final   | Final         | Final   |
| Athlète        | Épreuve           | 1er tour       | 2e tour        | Meilleur tour  | Rang           | 1er tour | 2e tour | 3e tour | Meilleur tour | Rang    |
| -------------- | ----------------- | -------------- | -------------- | -------------- | -------------- | -------- | ------- | ------- | ------------- | ------- |
| Matías Schmitt | Big air Hommes    | 51 s 75        | 23 s 00        | 51 s 75        | 15             | Éliminé  | Éliminé | Éliminé | Éliminé       | Éliminé |
| Matías Schmitt | Slopestyle Hommes | 50 s 86        | 20 s 68        | 50 s 86        | 12             | Éliminé  | Éliminé | Éliminé | Éliminé       | Éliminé |

Cross
| Steven Williams | Bordercross Hommes | 1 min 17 s 12 | 34 | 1 min 15 s 35 | 5 | 1 min 15 s 35 | 29 | 4 | Éliminé | Éliminé | Éliminé | Éliminé | Éliminé | Éliminé |

## Récompenses

### Médailles
| Médaille | Discipline | Épreuve | Athlète(s) | Performance | Date         |
| -------- | ---------- | ------- | ---------- | ----------- | ------------ |
| Or       |            |         |            |             | février 2018 |
| Argent   |            |         |            |             | février 2018 |
| Bronze   |            |         |            |             | février 2018 |

| Sport | Médaille d'or, Jeux olympiques | Médaille d'argent, Jeux olympiques | Médaille de bronze, Jeux olympiques | Total |
| ----- | ------------------------------ | ---------------------------------- | ----------------------------------- | ----- |
|       | —                              | —                                  | —                                   |       |

| Jour     | Date       | Médaille d'or, Jeux olympiques | Médaille d'argent, Jeux olympiques | Médaille de bronze, Jeux olympiques | Total |
| -------- | ---------- | ------------------------------ | ---------------------------------- | ----------------------------------- | ----- |
| 1er jour | 8 février  | —                              | —                                  | —                                   | —     |
| 2e jour  | 9 février  | —                              | —                                  | —                                   | —     |
| 3e jour  | 10 février |                                |                                    |                                     |       |
| 4e jour  | 11 février |                                |                                    |                                     |       |
| 5e jour  | 12 février |                                |                                    |                                     |       |
| 6e jour  | 13 février |                                |                                    |                                     |       |
| 7e jour  | 14 février |                                |                                    |                                     |       |
| 8e jour  | 15 février |                                |                                    |                                     |       |
| 9e jour  | 16 février |                                |                                    |                                     |       |
| 10e jour | 17 février |                                |                                    |                                     |       |
| 11e jour | 18 février |                                |                                    |                                     |       |
| 12e jour | 19 février |                                |                                    |                                     |       |
| 13e jour | 20 février |                                |                                    |                                     |       |
| 14e jour | 21 février |                                |                                    |                                     |       |
| 15e jour | 22 février |                                |                                    |                                     |       |
| 16e jour | 23 février |                                |                                    |                                     |       |
| 17e jour | 24 février |                                |                                    |                                     |       |
| 18e jour | 25 février |                                |                                    |                                     |       |
| Total    | Total      | 0                              | 0                                  | 0                                   | 0     |

## Galerie d’images

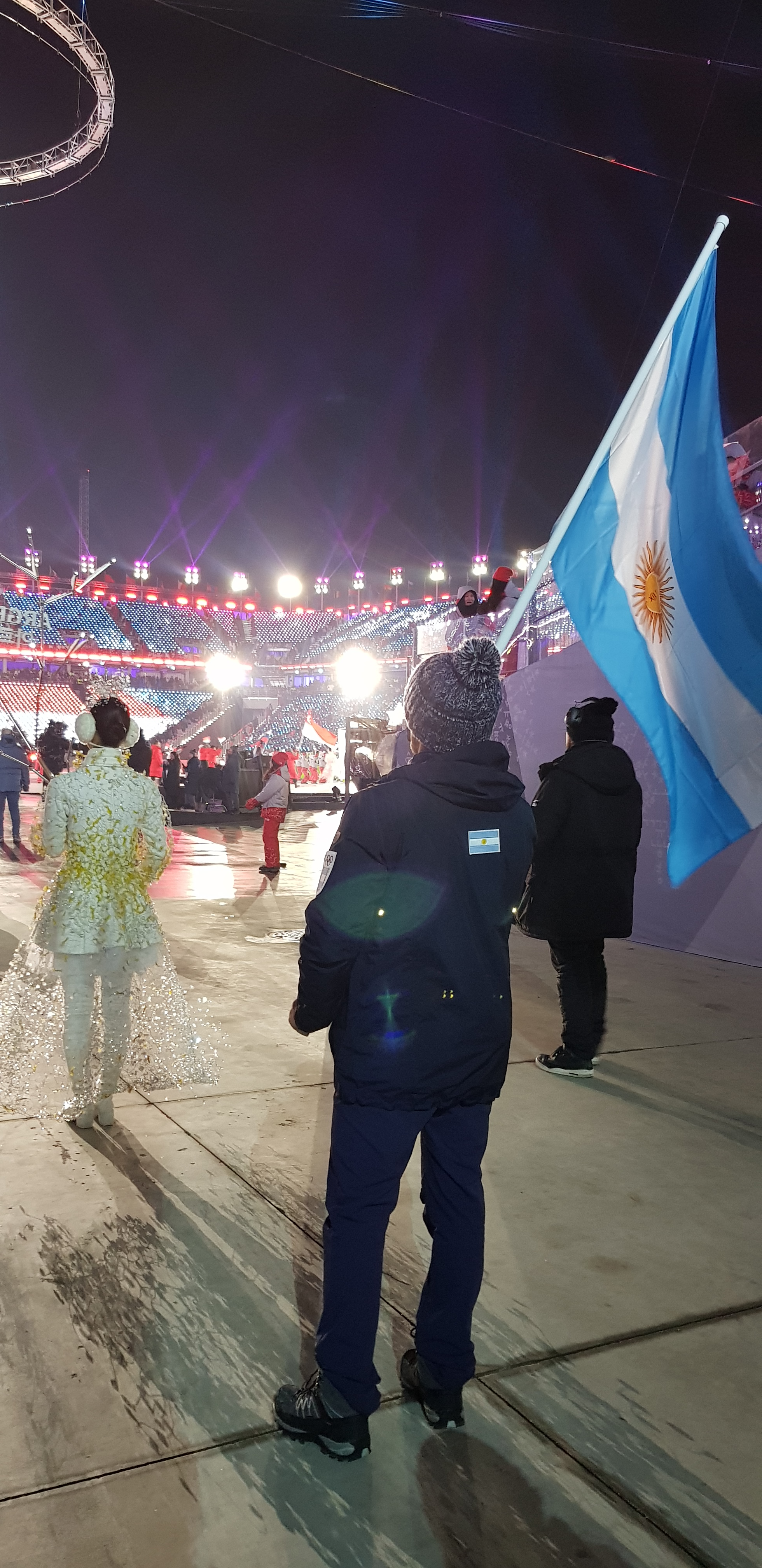
Sebastiano Gastaldi se prépare à entrer pendant la cérémonie d'ouverture
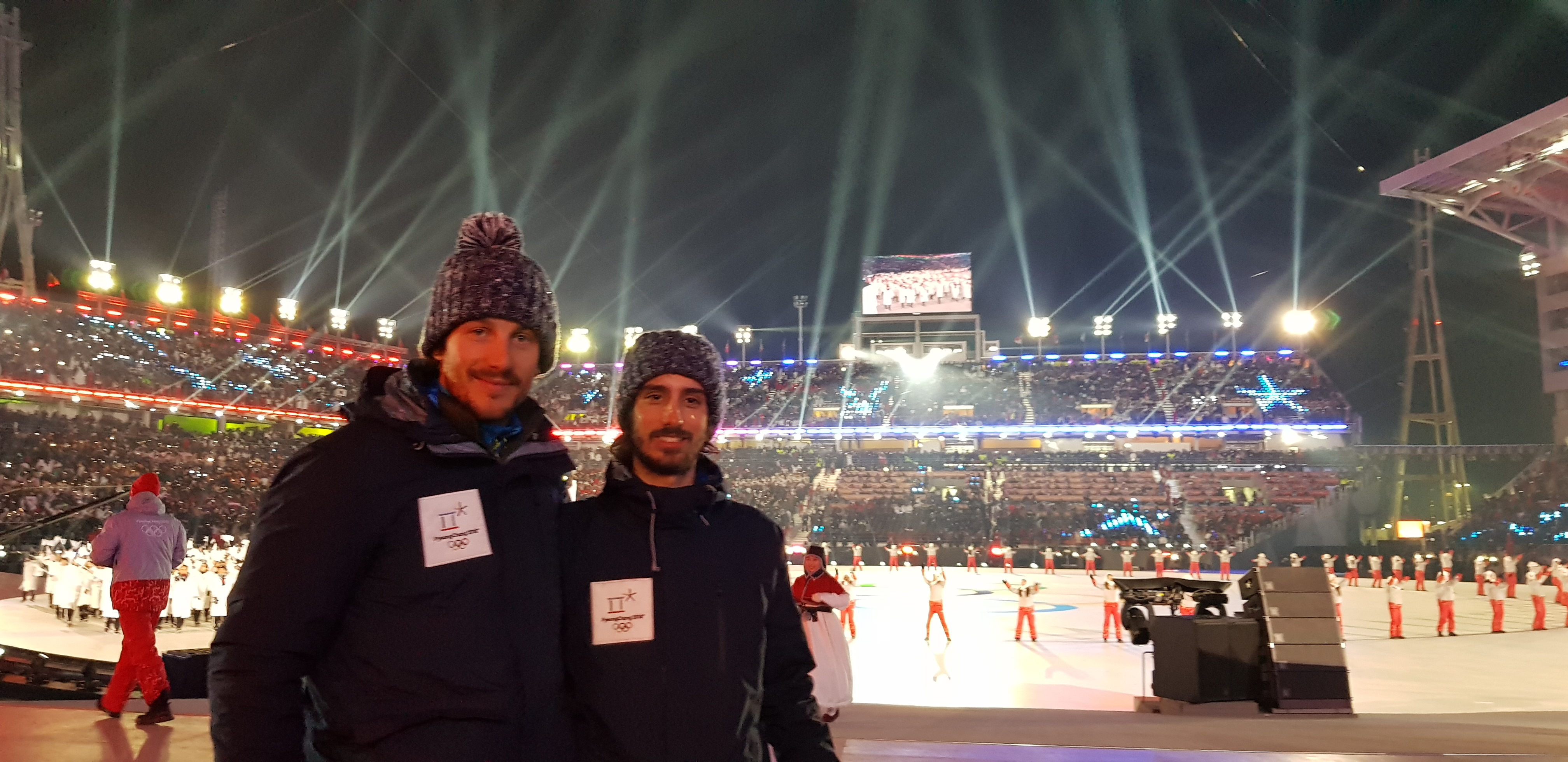
Steven Williams et Matthias Schmitt au Stade olympique de Pyeongchang lors de la cérémonie d'ouverture
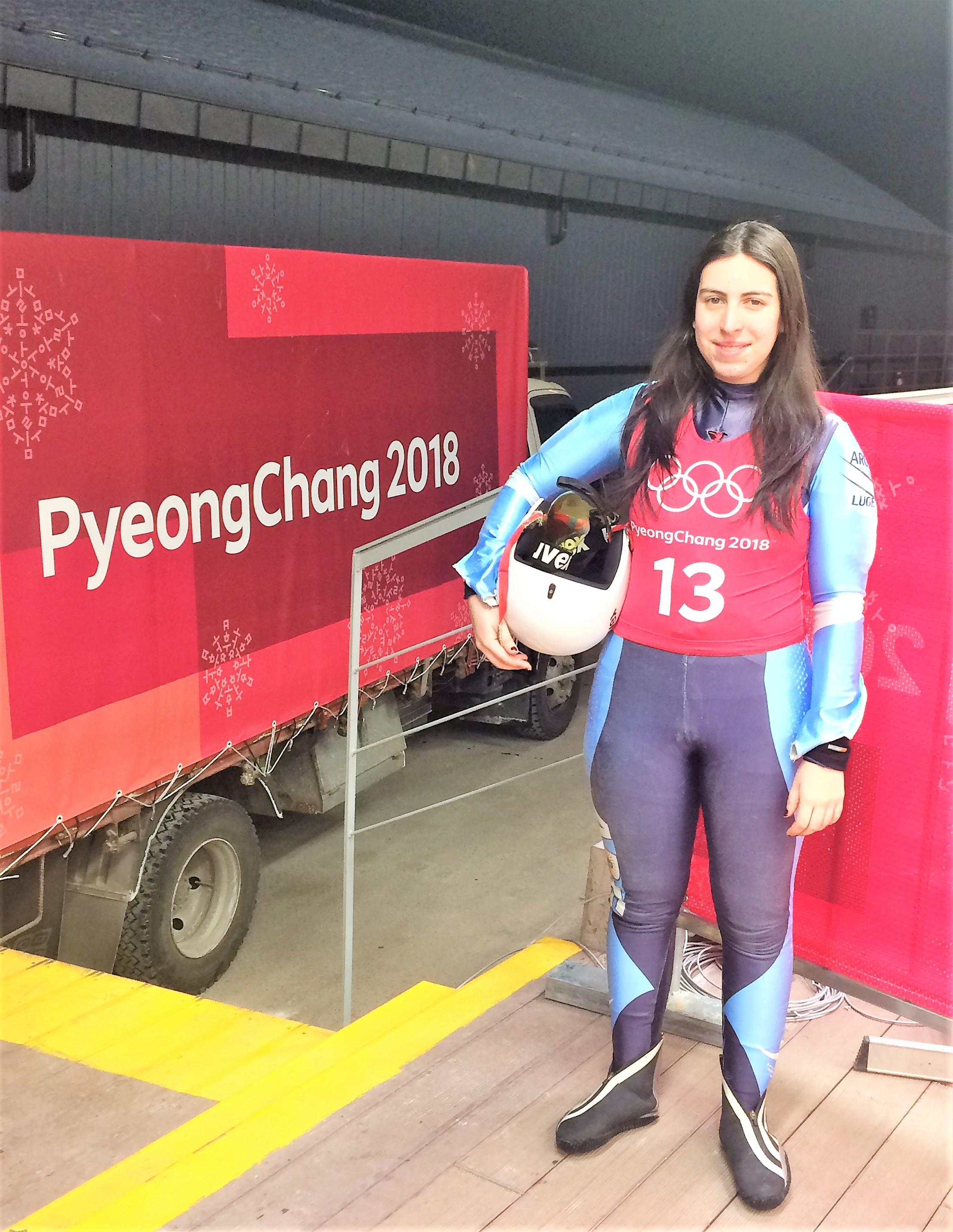
Verónica María Ravenna en el Centre de glisse d'Alpensia
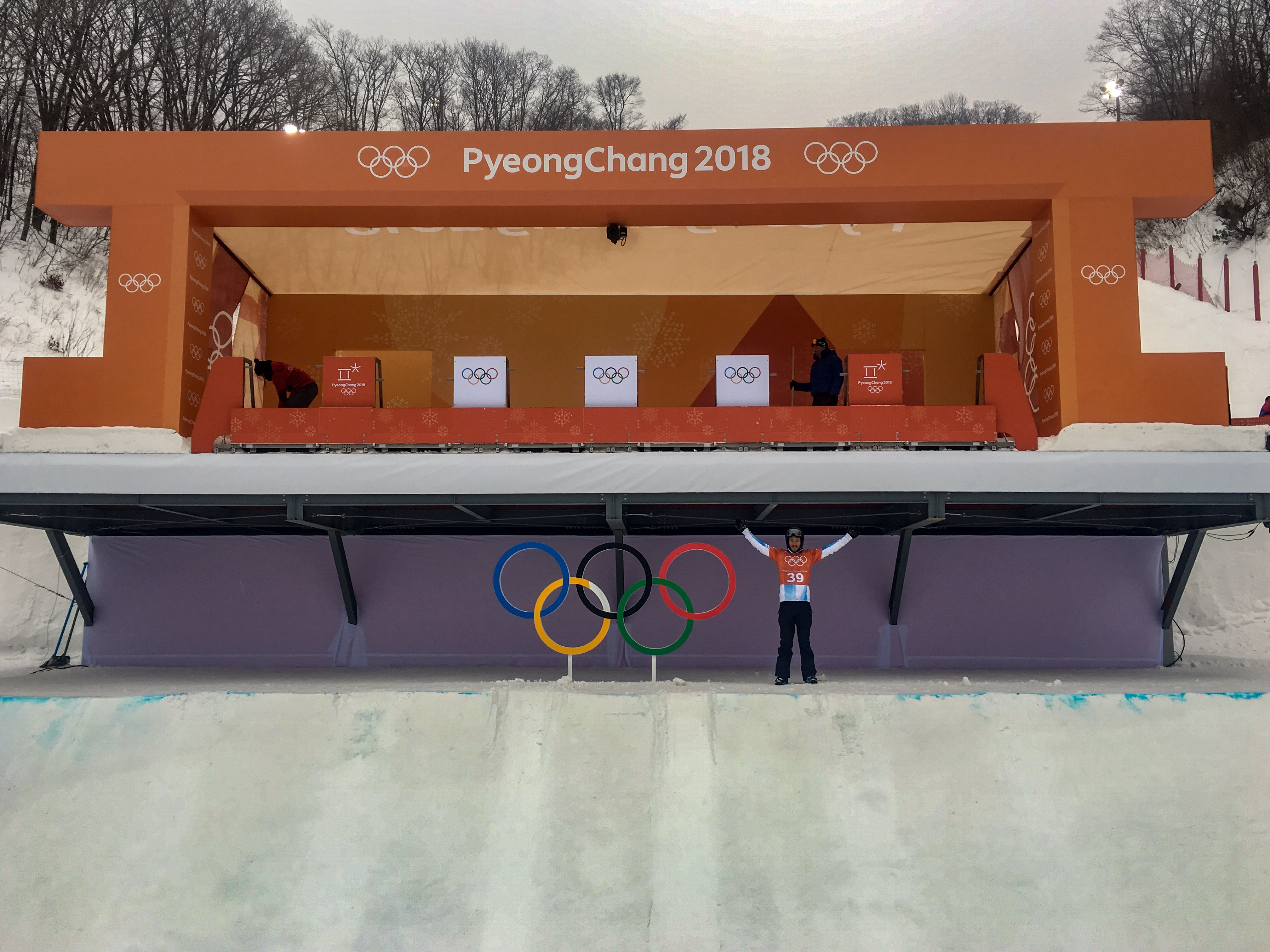
Steven Williams au Bokwang Phoenix Park
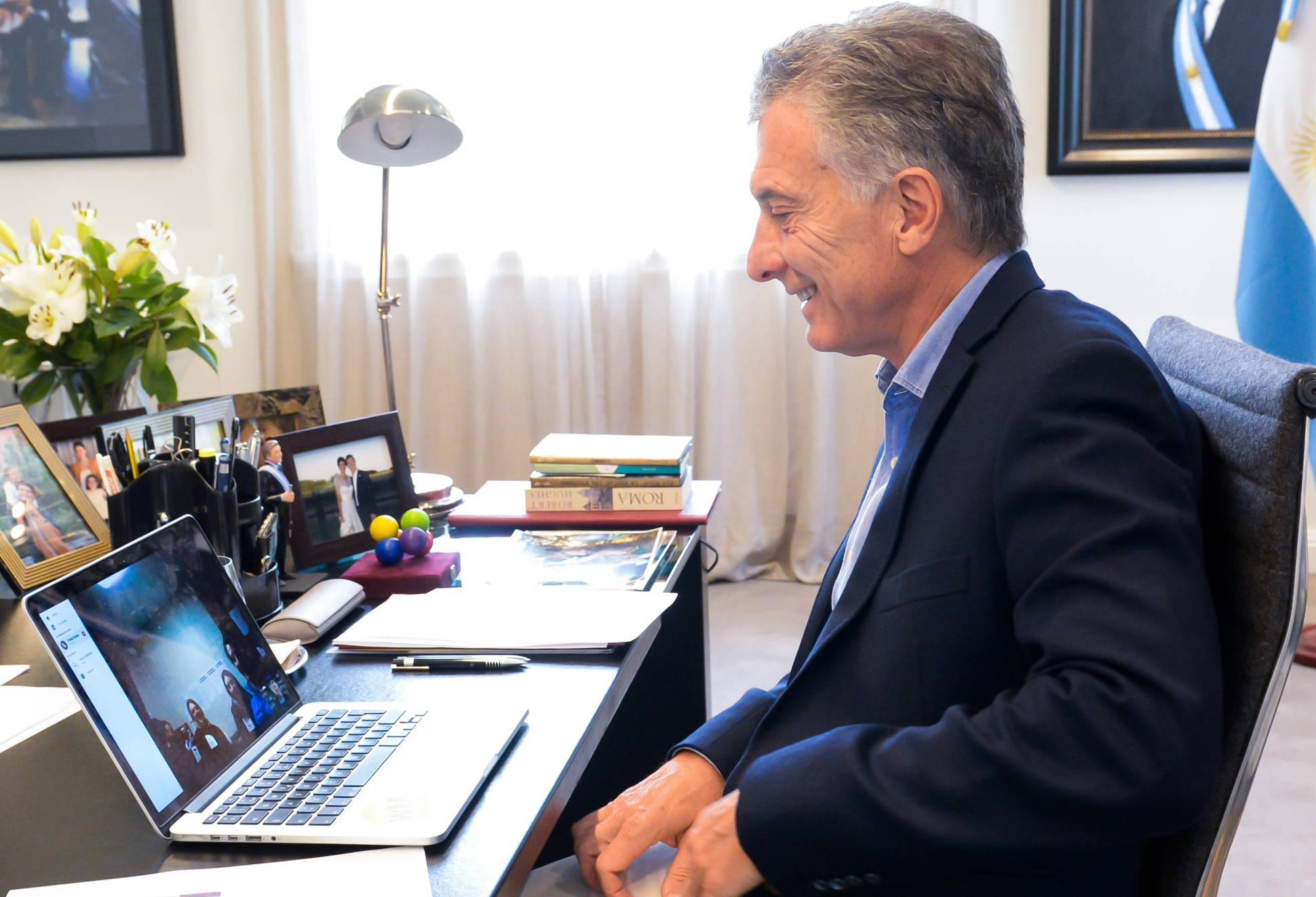
Le président Mauricio Macri salue des athlètes via Skype